# Андерссон, Йоэль
Э́рик Йо́эль А́ндерссон (швед. Eric Joel Andersson; 11 ноября 1996, Гётеборг, Швеция) — шведский футболист, крайний защитник клуба «Лудогорец». Выступал за сборную Швеции.

## Клубная карьера
Андерссон — воспитанник клубов «Вестра Фрёлунда» и «Хеккен». 4 апреля 2015 года в матче против «Хаммарбю» он дебютировал в Аллсвенскан лиге, в составе последнего. 4 мая в поединке против «Хальмстада» Йоэль забил свой первый гол за «Хеккен». В 2016 году он помог клубу завоевать Кубок Швеции. Летом 2018 года Андерссон перешёл в датский «Мидтьюлланн». Сумма трансфера составила 1,3 млн. евро. 28 июля в матче против «Эсбьерга» он дебютировал в датской Суперлиге. 7 декабря в поединке против «Оденсе» Йоэль забил свой первый гол за «Мидтьюлланн».

## Международная карьера
8 января 2019 года в товарищеском матче против сборной Финляндии Андерссон дебютировал за сборную Швеции.

## Достижения
Командные
 «Хеккен»
- Обладатель Кубка Швеции — 2015/2016